# Mörel-Filet
Mörel-Filet és un municipi del cantó suís del Valais, cap del Semidistricte de Raron Oriental. El municipi actual és fruit de la fusió que hi va haver l'1 de gener de 2009 entre els municipis de Mörel i Filet.